# خطوط إيروترانس الجوية
خطوط إيروترانس الجوية كانت شركة طيران مقرها في قبرص. عملت الشركة بين عامي 1999 و2002.